# Hypericum ternatum
Hypericum ternatum är en johannesörtsväxtart som beskrevs av Poulter. Hypericum ternatum ingår i släktet johannesörter, och familjen johannesörtsväxter. Inga underarter finns listade i Catalogue of Life.